# انبثاقية
الانبثاقية  في الفلسفة هي الاعتقاد بوجود ظاهرة الانبثاق، وبشكل خاص في علاقتها بالوعي وفلسفة العقل، وكيف أنها تعاكس (أو لا تعاكس) نظرية الاختزالية.
يقال عن خاصية في نظام ما أنها منبثقة إن كانت في جزء منه أكثر عقلانية من مجموع خصائص أجزاء النظام. توصف الخاصية المنبثقة بأنها معتمدة على بعض الخصائص الأكثر أساسية بشكل يصعب أن تكون بشكل منفرد مستقل. على الرغم من ذلك، توجد هناك درجة من الاستقلالية للخصائص المنبثقة، بحيث أنها لا تكون مشابهة أو قابلة للاختزال أو قابلة للتنبؤ أو قابلة للاستنتاج وذلك بالنسبة للقاعدة الأساسية. إن الأساليب المختلفة التي يمكن أن يلبّى فيف شرط الاستقلالية يؤدي إلى الحصول على أنماط متنوعة من الانبثاق.

## اقرأ أيضاً
- انبثاق
- كلانية
- اختزالية